# فرانسیس کرامرز
فرانسیس کرامرز (Francis Kramarz) (زاده ۸ مارس ۱۹۵۸)، اقتصاددان اهل فرانسه است. وی استاد دانشکده ملی آمار و مدیریت اقتصاد (ENSAE) می‌باشد و در این دانشکده، مدیریت مرکز تحقیقات اقتصاد و آمار (CREST) را بر عهده داشته است. کرامرز یکی از اقتصاددانانِ کار شناخته‌شده در فرانسه است.

## زندگی‌نامه
فرانسیس کرامرز در اکول پلی‌تکنیک (۱۹۷۶–۷۹) و مدرسه ملی آمار و مدیریت اقتصادی (۸۱–۱۹۷۱) تحصیل کرد و در سال ۱۹۹۴ در رشته اقتصاد دکترای خود را از دانشگاه پاریس X دریافت کرد. کرامرز در طول تحصیل در درس دکتری و اندکی پس از آن به عنوان محقق در بخش تحقیقات مؤسسه ملی آمار و اقتصاد (INSEE) خدمت کرد و همچنین از سال ۱۹۹۶ الی ۲۰۰۷ مدیریت این بخش را بر عهده داشت. در ابتدا کرامرز به عنوان معاون استاد (۱۹۹۷–۲۰۱۰) و بعدتر در سمت دانشیار (از سال ۲۰۱۰) در اکول پلی‌تکنیک فعالیت کرد. در حال حاضر وی در ENSAE استاد اقتصاد است. کرامرز از سال ۲۰۰۷ نیز مدیر مرکز تحقیقات اقتصاد و آمار (CREST) بوده‌است. کرامرز همچنین در چندین سمت مشاوره، علاوه بر سمت‌های آکادمیک خود، فعالیت کرده‌است؛ از جمله در شورای تحلیل اقتصادی (۱۳–۲۰۱۰)، کمیسیون استخدام سوئدی و شورای جهت‌گیری اشتغال. وی به مؤسسه اقتصاد کار IZA وابسته است. کرامرز در سال ۲۰۱۳ به خاطر تحقیقات خود، عضو انجمن اقتصادسنجی انتخاب شد. وی همچنین عضو انجمن اقتصادی اروپا است.

## تحقیقات
فرانسیس کرامرز در پژوهش‌های خود عمدتاً در حوزه‌هایی نظیر اقتصاد کار، اقتصاد خرد، مجموعه داده‌های همسانِ کارفرما-کارمند و تجزیه و تحلیل شرکت‌ها و کارگران در تجارت بین‌المللی متمرکز شده‌است. کرامرز در انجام تحقیقات خود به دفعات با جان آبود همکاری داشته است. بر اساس IDEAS/RePEc و در پی نتایج تحقیقاتی، وی جزء ۱ درصد اقتصاددانان برتر است.

### تحقیق در مورد اقتصاد کار
کرامرز در بیشتر تحقیقات خود بر جنبه‌های مختلف اقتصاد کار تمرکز می‌کند. دیوید کارد، توماس لمیو و کرامرز با مقایسه ایالات متحده، کانادا و فرانسه دریافتند که در طول دهه ۱۹۸۰ در کشورهایی با سخت‌گیرترین نهادهای بازار کار، عایدی نسبی کارگران کمتر ماهر دچار کاهش شده‌است. این در حالی است که عدم انعطاف‌ناپذیری عایدات، تفاوت موجود میان رشد اشتغال نسبی کشورها را توجیه نمی‌کند. همچنین در یک تحقیق مشترک با هورست انتورف و میشل گولاک، کرامرز دریافت که کارگرانی که از فناوری اطلاعات و ارتباطات استفاده می‌کنند، ۱۵ تا ۲۰ درصد عایدی بهتری نسبت به افرادی که در این حوزه فعال نیستند دریافت می‌کنند. البته این تفاوت مربوط به قبل از معرفی فناوری اطلاعات و ارتباطات است و احتمالاً نشان‌دهنده توانایی ذاتی کاربران فناوری اطلاعات و ارتباطات می‌باشد. همان‌طور که کاربران فناوری اطلاعات و ارتباطات با تجربه‌تر می‌شوند، ثمر سالیانه فناوری اطلاعات و ارتباطات به ۱–۲ در صد عایدی کاربران می‌رسد و احتمال اخراج دوره‌ای آن‌ها کاهش می‌یابد.
یکی از حوزه‌های اصلی تحقیقات کرامرز استفاده از مجموعه داده‌های مرتبط کارفرما-کارمند بوده‌است. بدین منظور وی اطلاعات خانواده‌ها و افراد را با اطلاعات تجارت‌ها یا مؤسساتی که در آن‌ها کار می‌کنند، اجرا می‌کند. کرامرز و جان آبود به‌طور مفصل در این باره در کتاب رهنمای اقتصاد کار توضیح می‌دهند. وی در تحقیقی مشترک با آبود و دیوید مارگولیس، دریافت که تأثیرات فردی ۹۰ در صد از تفاوت‌های بین صنعت و ۷۵ درصد از تفاوت‌های عایدات ناشی اندازه شرکت در فرانسه را تشکیل می‌دهد و شرکت‌هایی که کارگران با عایدی بالا استخدام می‌کنند، اگرچه مُوَلدتر هستند، اما سودآورتر نیستند. این در حالی است که وقتی تأثیرات فردی در نظر گرفته می‌شود، این شرکت‌ها سودآور می‌شوند. همچنین در یک تحقیق مشترک دیگر با آبود و پاتریک کوربل، کرامرز متوجه می‌شود که برای هر شغل ایجاد شده در بخش خصوصی فرانسه در یک سال معین، سه نفر استخدام می‌شوند و دو نفر شغل خود را ترک می‌کنند. این در حالی است که برای هر شغل از بین رفته، دو ختم همکاری و تنها یک استخدام اتفاق می‌افتد. همچنین باید اشاره کرد که تأثیرات این اتفاق در هر دو مورد ادامه دارد؛ حتی زمانی که کنترل گروه مهارت و بخش عمده‌ای از این جریانات کارگری با قراردادهای کوتاه مدت مرتبط است؛ لذا تعدیل اشتغال در بخش خصوصی در درجه اول با تغییر در رویه استخدام انجام می‌شود، نه از طریق تغییر در ختم همکاری. آبود و کرامرز همچنین دریافتند که با افزایش یافتن ختم همکاری‌ها، مصارف پایان همکاری در فرانسه با یک جزء ثابت کلان به‌طور چشم‌گیری رو به افزایش است. این در حالی است که مصارف استخدام برای قراردادهای کوتاه مدت بسیار کمتر و اساساً صفر است و این مسئله شرکت‌های فرانسوی را به تعدیل اشتغال عمدتاً از طریق افزایش و کاهش استخدام سوق می‌دهد.
کرامرز در تحقیقات خود به بررسی تأثیرات بازار کار ناشی از سیاست‌های مختلف فرانسه، مانند هیئت‌های ناحیه‌بندی یا کاهش زمان کار، رابطه میان بیکاری و جرم و جنایت و همچنین رابطه بین روابط اجتماعی و انتقال جوانان از مدرسه به کار پرداخته‌است. برای مثال، کرامرز و ماریان برتراند با تجزیه و تحلیل تأثیر مقررات ورود بر ایجاد شغل در فرانسه دریافتند که تمایل هیئت‌های ناحیه‌بندی منطقه‌ای برای جلوگیری از ایجاد یا گسترش فروشگاه‌های خرده‌فروشی، تمرکز خرده‌فروشی را افزایش داده و رشد اشتغال را کاهش می‌دهد. کرامرز و برونو کرپون دریافتند که در سال ۱۹۸۲ کاهش اجباری کار در فرانسه از ۴۰ به ۳۹ ساعت در هفته باعث کاهش ۲–۴ درصدی اشتغال شد. کرامرز در تحقیقی مشترک با دنیس فوگر و جولین پوژ دریافت که جرم و بیکاری - به ویژه بیکاری جوانان - در فرانسه همبستگی مثبت دارند. این بدین معنی است که سیاست‌هایی با هدف کاهش بیکاری جوانان می‌تواند به کاهش سرقت‌ها و جرایم مرتبط با مواد مخدر کمک کند. کرامرز و اسکار نورستروم اسکانز در یک مطالعه گسترده به نقش شبکه‌های اجتماعی در ورود جوانان به بازار کار در سوئدی پرداختند. آن‌ها متوجه شدند که پیوندهای اجتماعی قوی (مثلاً والدین)، عامل مهمی برای یافتن اولین شغل کارگران جوان هستند؛ به ویژه برای فارغ‌التحصیلان «بی‌تجربه» در زمان اوج بیکاری یا برای فارغ التحصیلانی که والدین آن‌ها شغل خوبی دارند، یا در موسسات تولیدی خاص کار می‌کنند. به‌طور کلی، پیوندهای اجتماعی قوی از نظر انتقال عاجل و هدف‌مند از مدرسه به محل کار، از جمله مدت زمان طولانی‌تر تطابق شغلی برای اولین شغل آن‌ها و رشد عایدی بهتر، به نفع جوانان است. در مقابل، شرکت‌ها به دلیل عایدات ورودی نسبتاً پایین‌تر و کاهش شدید رشد عایدات والدین‌شان از این قبیل جوانان سود می‌برند.

#### تحقیق در مورد حداقل عایدی
یکی از حوزه‌های تحقیقات کرامرز در اقتصاد کار، بررسی اقتصاد حداقل عایدی است. برای مثال وی با همکاری چندین محقق دیگر متوجه شد که حداقل عایدات در اروپا بین اواسط دهه ۱۹۶۰ و دهه ۱۹۹۰ تنها در صورتی باعث افزایش بیکاری شده که از کاهش عایدات مشاغل کم‌عایدی جلوگیری کرده باشد. حداقل عایدات برای جوانان (نسبت به عایدی متوسط) در مقایسه با ایالات متحده نسبتاً ناچیز است و احتمالاً به جز برای کارگران جوان، به نظر نمی‌رسد که این حداقل عایدات، اشتغال را کاهش داده باشد. در تحقیقات بیشتر در مورد مقایسه حداقل عایدات در فرانسه و ایالات متحده (با همکاری آبود، لمیوکس و مارگولیس) کرامرز دریافت که حداقل عایدات باعث کاهش اشتغال جوانان قشر آسیب‌پذیر می‌شود. البته در فرانسه تا حدودی از طریق برنامه‌های ایجاد اشتغال برای جوانان بیکار، این تأثیر کمتر می‌شود. کرامرز در تحقیقی مشترک با توماس فیلیپون مشاهده می‌کند که یارانه مالیات بر عایدی در فرانسه باعث می‌شود تا کسانی که حداقل دستمزد یا کمی بیش از آن را دریافت می‌کنند و یارانه می‌گیرند با افرادی که این حداقل و یارانه را دریافت نمی‌کنند جایگزین شوند؛ حتی اگر گروه دوم عایدی کمتری داشته باشند. اساساً افزایش ۱ درصد در مصارف نیروی کار، احتمال از دست دادن شغل کارکنان را الی ۱٫۵ درصد افزایش می‌دهد.

### تحقیق در مورد تجارت بین‌المللی
کرامرز علاوه بر تحقیقات خود در حوزه اقتصاد کار، تجارت بین‌المللی را نیز مورد بررسی قرار داده‌است. با استفاده از داده‌های گمرک فرانسه، کرامرز، جاناتان ایتون و ساموئل کورتوم مشاهده کردند که بیشتر شرکت‌های فرانسوی فقط در داخل فرانسه فروش دارند و فقط تعداد کمی از شرکت‌ها عمده نیاز بازار‌های خارجی مختلف را برآورده می‌کنند. تعداد شرکت‌های فرانسوی که به یک بازار خارجی جنس می‌فروشند، نسبت به سهم بازار فرانسه، به‌طور سیستماتیک با اندازه بازار افزایش می‌یابند. توزیع فروش در بازار‌های با اندازه و میزان مشارکت فرانسویان بسیار متفاوت است. همچنین میانگین فروش در فرانسه به‌طور سیستماتیک با فروش به بازار‌های کمتر محبوب و به بازار‌های بیشتر، افزایش می‌یابد. با مدل‌سازی این روابط آن‌ها دریافتند که بیش از نیمی از تغییرات در تصمیم‌گیری‌های ورود به بازار شرکت‌ها، به تفاوت‌ها در کارایی خاص شرکت نسبت داده می‌شود. این نشان می‌دهد که منافع تجارت احتمالاً مربوط به کارآمدترین شرکت‌ها می‌شوند و با بهره‌مندی از افزایش فروش، ممکن است جایگزین شرکت‌های کمتر کارآمد شوند. در تحقیقات مشترک با پیر بیسکوورپ، کرامرز مشاهده می‌کند که رشد واردات در فرانسه، به‌ویژه واردات اجناس تمام‌شده، به شدت با تخریب شغل، به‌ویژه شغل‌های تولیدی، مرتبط است و قدرت این رابطه به‌طور خاص برای شرکت‌های بزرگتر بیشتر است.

### سایر تحقیقات
کرامرز و دیوید تسمار متوجه شدند که شبکه اجتماعی مدیرعاملان فرانسوی و سرپرستان به شدت با هم مرتبط هستند و این رابطه به ویژه در مورد کارمندان عالی‌رتبه سابق مستحکم‌تر است. همچنین در شرکت‌هایی که این ارتباطات قوی‌تر هستند، مدیرعاملان عایدات بالاتری دریافت می‌کنند، احتمال اخراج یک مدیرعامل کم‌کار پایین‌تر است و میزان جذب نیروی کار مُولد کاهش می‌یابد. این تحلیل نشان می‌دهد که شبکه اجتماعی بین اعضای هیئت مدیره می‌تواند به حاکمیت شرکتی آسیب برساند.